# Björn Danielsson
Björn Danielsson, Björn Helge Rickard Danielsson, född 14 augusti 1977 i Märsta, är sportchef för Wings HC Arlanda tillika före detta ishockeyspelare i Brynäs IF som var känd för att vara en defensivt skicklig forward. Han har vunnit interna skytteligan i Brynäs. Han spelade i AIK innan han kom till Brynäs.